# Ratkovo
Ratkovo (en serbe cyrillique Ратково) est une localité de Serbie située dans la province autonome de Voïvodine. Elle fait partie de la municipalité d'Odžaci dans le district de Bačka occidentale. Au recensement de 2011, elle comptait 3 408 habitants.
Ratkovo est officiellement classé parmi les villages de Serbie.

## Nom et histoire de la localité
L'ancien nom serbe de la Ratkovo était Parabuć (en serbe cyrillique : Парабућ. En allemand, la ville était connue sous le nom de Parabutsch et en hongrois sous le nom de Paripás ou Parabuty.
Ratkovo est mentionné pour la première fois en 1543. Pendant la période ottomane (XVIe et XVIIe siècles), Parabuć était peuplé de Serbes. À partir de la fin du XVIIe siècle, la ville entra dans les possessions des Habsbourg et, à partir de 1781, de nombreux Allemands s'y installèrent. En 1918, la localité fit partie du royaume des Serbes, Croates et Slovènes qui, en 1929, devint le royaume de Yougoslavie. La ville a par la suite connu les vicissitudes de l'histoire yougoslave.

## Démographie

### Évolution historique de la population
| 1948  | 1953  | 1961  | 1971  | 1981  | 1991  | 2002  | 2011  |
| ----- | ----- | ----- | ----- | ----- | ----- | ----- | ----- |
| 4 835 | 4 904 | 5 266 | 4 884 | 4 337 | 4 114 | 4 118 | 3 408 |

|  |